# Ниалл Глундуб
Ниалл Глундуб (Ниалл мак Аэдо; др.‑ирл. Niall Glúndub, Niall mac Áedo, Niall mac Aodha; ок. 870 — 14 или 15 сентября 919) — король Айлеха (911—919) и верховный король Ирландии (916—919).

## Биография

### Происхождение
Ниалл Глундуб принадлежал к роду Кенел Эогайн, ветви Северных Уи Нейлов. Все короли из клана Уи Нейлов вели свою родословную от верховного короля Ирландии Ниалла Девять Заложников. Однако потомки Ниалла Глундуба — О’Нейллы — называли его, а не Ниалла Девять Заложников, своим родоначальником. Мать Ниалла, Маэл Муйре (ирл. — Máel Muire), была дочерью короля скоттов и пиктов Кеннета мак Альпина, первого короля нового королевства Шотландия.

### Путь к власти
Ниалл Глундуб — второй сын Аэда Финдлиата (умер в 879), короля Айлеха (855? — 879) и верховного короля Ирландии (862/863 — 879) от третьего брака с шотландской принцессой Маэл Муйре. Ниалл Глундуб сменил на троне королевства Айлех своего брата Домналла мак Аэды после его ухода в монастырь в 911 году. Расширяя свои владения и распространяя свою власть, он победил соседние королевства — Дал Арайде (ирл. — Dál nAraidi) и Ульстер в битве при Гларрифорде (ирл. — Glarryford), что в современном графстве Антрим. Враждовал и воевал с верховным королём Ирландии Фланном Синной из Кланн Холмайн, нанеся ему тяжелое поражение в битве под Кроссакиелем (ирл. — Crossakiel), что в современном графстве Мит.
После смерти верховного короля Фланна Синны в 916 году Ниалл Глундуб получил титул верховного короля Ирландии вопреки его воле. Согласно традиции и неписаным законм средневековой Ирландии, трон верховных королей поочередно занимали представители Северных и Южных Уи Нейллов. Во время его правления был восстановлен традиционный съезд вождей ирландских кланов, оэнах в Тайльтиу.

### Верховный король Ирландии

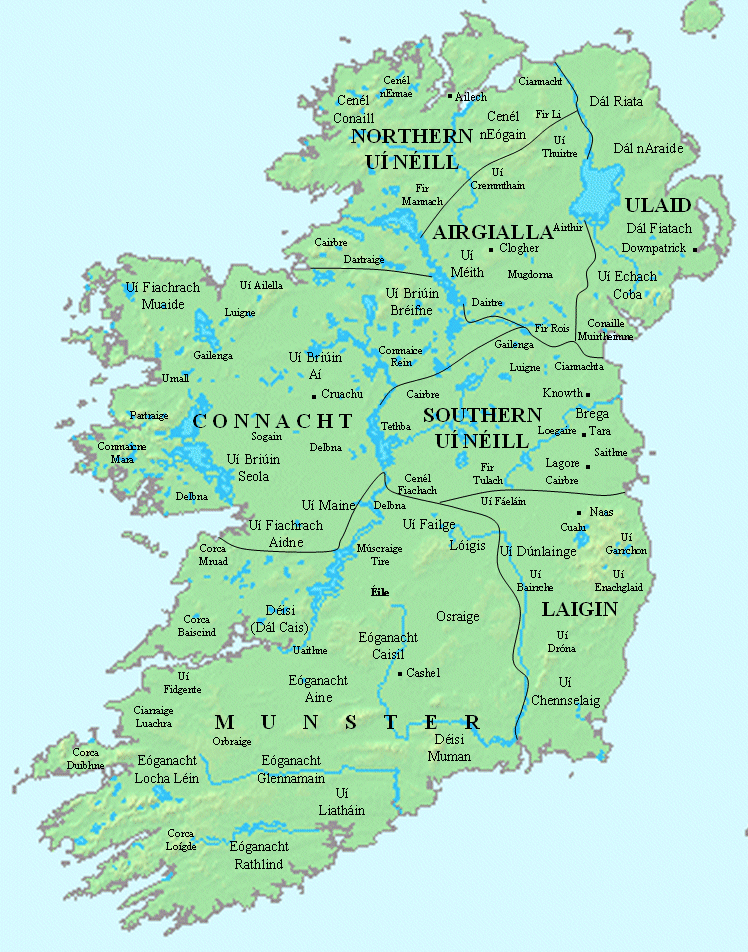
Королевства, племена и кланы Ирландии в Раннем Средневековье

Во время правления Ниалла Глундуба викинги снова напали на Ирландию. Он начал с ними тяжёлую войну. Викингов возглавил вождь, которого ирландские источники называют Имайр. Сражение при Маг Фемене против викингов в 917 году закончилась безрезультатно, но с большими потерями с обеих сторон.
Ситуация ухудшилась, власть Ниалл Глундуб была поставлена под сомнение знатью, но некоторые кланы северной Ирландии, в частности Лет Куинн (ирл. — Leth Cuinn), поддержали его и Уи Нейллы должны были признать его право на трон верховных королей Ирландии.
Викинги продолжали войну и захватили Дублин и некоторые другие опорные пункты на побережье Ирландии. Продолжая войну с викингами, верховный король Ирландии Ниалл Глундуб выступил в поход на вассальное королевство Лейнстер, которое вышло из-под повиновения. В этой войне он опирался на своих родичей-Уи Нейллов и королевства Айргиалла и Ульстер.
14 или 15 сентября 919 года верховный король Ниалл Глундуб был убит вместе с двадцатью другими вождями ирландских кланов в сражении при Исландбридже, что в графстве Дублин.

### Семья и дети
Ниалл Глундуб был женат с 910 года на Гормфлайх инген Флайнн Синна (870—948), дочери верховного короля Ирландии Фланна Синны (879—916), вдове Кормака мак Куйленнайна (? — 908), короля Мунстера (902—908), и Кербалла мак Муйрекайна (? — 909), короля Лейнстера (885—909).
Дети:
- Муйрхертах мак Нейлл (погиб 26 февраля 943 в битве с викингами), король Айлеха (938—943)
- Конайнг (умер 937)
- Маэл Муйре (умер 966)
- Маэл Киаран